# Giovanni Paisiello

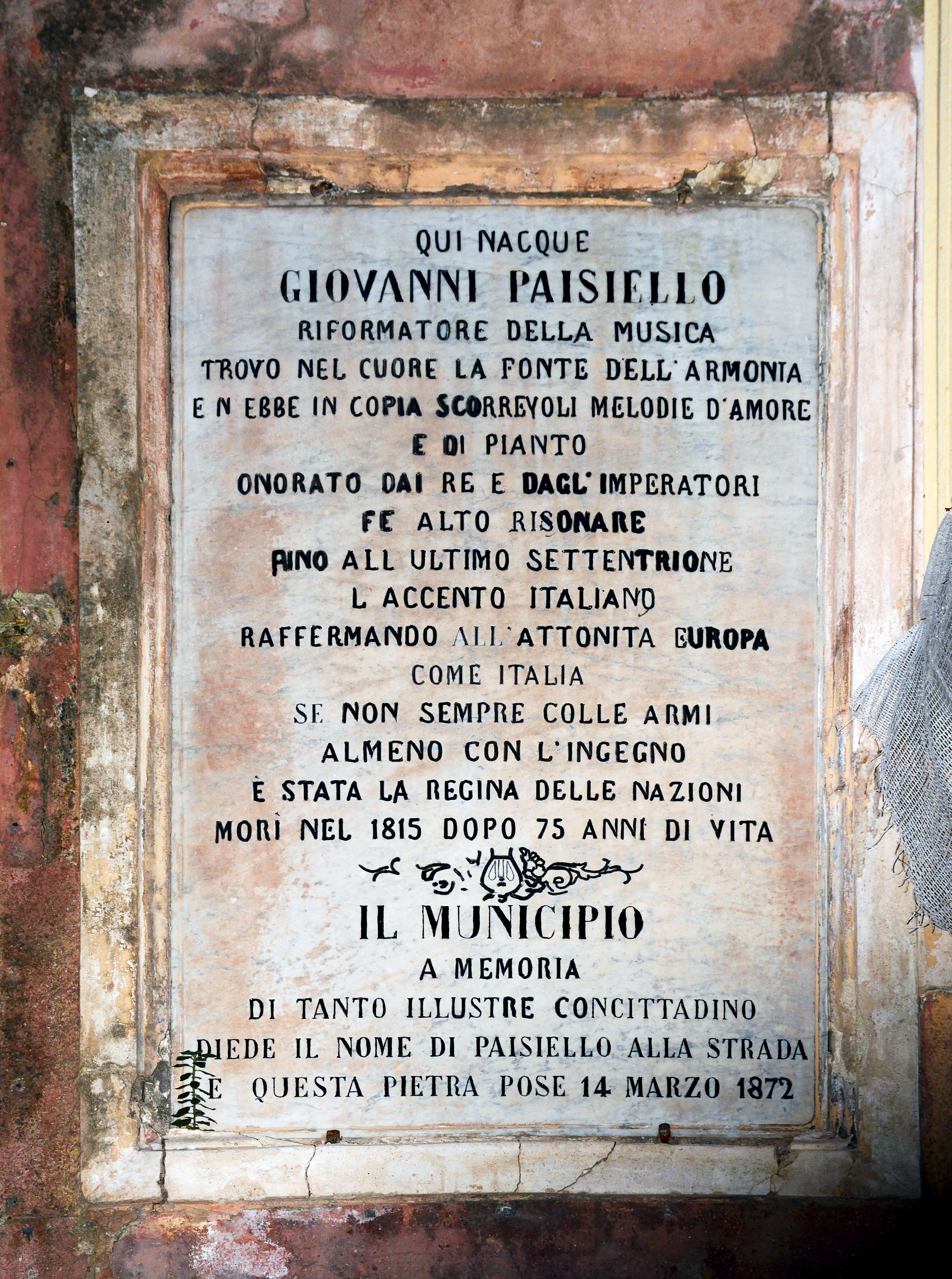
Pamětní deska na rodném domě v Taranto

Giovanni Paisiello (9. května 1740 Taranto – 5. června 1816 Neapol) byl italský operní skladatel, příslušník neapolské operní školy.

## Život
Giovanni Paisiello se narodil 9. května 1740 v Tarantu v jižní Itálii. Hudební základy získal během studií na jezuitském gymnáziu. Mezi povinnosti studentů patřilo zpívat při bohoslužbách. Tam si ho povšiml rytíř Carducci, který se uvolil zaplatit za Giovanniho školné, a tak v roce 1754 nastoupil čtrnáctiletý Paisiello na konzervatoř sv. Onofria v Neapoli, která tehdy byla uznávaným centrem hudebního vzdělávání v jižní Itálii. Ředitelem konzervatoře byl v té době dodnes uznávaný mistr duchovní hudby Francesco Durante. Už během studií vzbuzoval Paisiello pozornost spolužáků i učitelů pohotovostí ve skladbě a darem lyrické melodiky. Z jeho tehdejších kompozic, převážně duchovních skladeb a jednoho komického intermezza, se však mnoho nedochovalo.
V roce 1763, tedy rok před dokončením řádného studia, dostal Paisiello nabídku boloňského šlechtice Giuseppe Caraffy, aby se stal kapelníkem jeho divadla. Paisiello jeho nabídku bez váhání přijal. Patrně usoudil, že další pobyt v rigidním prostředí konzervatoře mu již nemůže nic nového přinést.
Své první opery uvedl na scénách severní Itálie, v Bologni a v Modeně a od r. 1765 i v Benátkách. Jejich úspěch byl tak velký, že byl záhy pozván k návratu do Neapole, kde obdržel zakázky od největších neapolských scén Teatro Nuovo a Teatro San Carlo.
Na návrat do Neapole se Paisiello pečlivě připravil. První operou, kterou uvedl v Teatro Nuovo byla La vedova di bel genio, opera ve stylu commedia per musica, což byl typicky neapolský žánr. Text těchto komedií byl psán v neapolském dialektu a často reagoval na současné společenské události.
Operní scénu v Neapoli tehdy ovládal Niccolò Piccinni a následující léta byla ve znamení snahy prosadit se vedle tohoto operního velikána. Průlom přinesla na jaře roku 1767 opera L'idolo cinese na text G. B. Lorenziho. Děj opery se odehrává v Číně a základní situací je neapolského sluhy Pillotoly za čínského boha Kama.[zdroj⁠?!] Paisiello tu prokázal své charakterizační schopnosti, zvláště smysl pro humor a parodii a podařilo se mu zcela získat neapolské publikum.[zdroj⁠?!] Uvádí se, že tato opera byla nejoblíbenější operou Lady Hamilton.[zdroj⁠?!]
Dílo se zalíbilo i neapolskému králi Ferdinandu IV., který ještě téhož roku u Paisiella objednal operu „Lucio Papirio dittatore“ pro královské divadlo San Carlo.
Slibnou spolupráci s královským dvorem však narušila tragikomická příhoda. Paisiello byl zasnouben s Cecilií Pallini. Doneslo se mu však, že snoubenka o sobě uvedla nepravdivé informace, zejména pokud se týče výše svého věna a hodlal proto zasnoubení zrušit. Svatební smlouva však již byla podepsána a za její porušení byl Paisiello vzat do vězení a ve vězení i oženěn. Nicméně manželství pak bylo šťastné a spokojené. Jediným následkem této příhody bylo, že další zakázku pro Královské divadlo obdržel až o 10 let později.
Náplastí na neúspěch u dvora byl Paisiellovi jistě mimořádný úspěch ve světě. Během necelých deseti let složil na 35 oper uváděných v celé Evropě, mimo jiné i v Praze. Největšího úspěchu dosáhly opery. La frascatana (1774), Le due contesse (1776) a Socrate immaginario (1775). Poslední z nich možná ani ne tak pro své kvality, jako spíše pro skandál s ní spojený. Jistý neapolský šlechtic, Saverio Mattei, se cítil být v postavě Sokrata zesměšněn. Dosáhl zákazu veřejného provádění opery, což při jejím novém uvedení významně přispělo ke zvýšení návštěvnosti.
V roce 1776 obdržel Paisiello nabídku od Kateřiny Veliké na místo dvorního kapelníka v Petrohradu. Finanční odměna byla tak vysoká, že zrušil prestižní objednávku pro Královské divadlo a i se svou ženou odcestoval do Petrohradu. Pokračoval tak v řadě italských operních skladatelů, kteří působili na carském dvoře a mezi než patří taková jména jako Francesco Onofrio Manfredini, Baldassare Galuppi, Tommasso Traetta, Giuseppe Sarti a Domenico Cimarosa. Nicméně sama carevna si držela operní soubor spíše z prestižních důvodů a na hudbě samé jí zas až tak moc nezáleželo. Vydala např. nařízení, podle kterého nesmí operní představení trvat déle než hodinu a půl. Kromě toho byl italský operní soubor, který zaměstnávala, malý a tak byl i omezen počet jednajících postav.
Možná i těmto omezením vděčíme za to, že Paisiello se v Petrohradě zvýšenou měrou věnoval instrumentální hudbě a vytvořil i řadu skladeb pro cembalo určených žákům ze šlechtických kruhů. Odtržení od italského kulturního života vedlo k tomu, že zhudebňoval starší texty, mezi jiným i intermezzo La serva padrona, které proslavil G. B. Pergolesi.
Největší úspěch mu však přineslo zhudebnění Beaumarchaisova dramatu Lazebník sevillský (Il Barbiere di Siviglia). Libreto, které napsal Giuseppe Petrosellini sice značně otupilo původní text, ale Paisiellovi se podařilo napsat hudbu tak znamenitou, že opera bývá dodnes hrána vedle mnohem známějšího zpracování Gioacchina Rossiniho.
Přes všechna omezení i přes nepřízeň carské administrativy setrval Paisiello v Petrohradě 8 let. V roce 1784 mu Kateřina II. udělila roční dovolenou, čehož využil, aby se do Petrohradu již nikdy nevrátil.
Cestou z Petrohradu se zastavil ve Vídni na dvoře císaře Josefa II. Josef II. si Paisiella velmi vážil a zahrnul jej uznáním i zakázkami. Ve Vídni vytvořil mimo jiné 12 symfonií, které se však bohužel nedochovaly. Obrovský úspěch však sklidil s operou Re Teodoro in Venezia na libreto tehdy proslulého osvícenského básníka a kněze G. B. Castiho. Příběh samozvaného sicilského krále vybral pro zhudebnění sám Josef II.
Uvádí se, že operou byl nadšen i Wolfgang Amadeus Mozart a spolu s petrohradským Figarem měla významný vliv na vznik Mozartovy Figarovy svatby.
V roce 1785 byl jmenován dvorním skladatelem neapolského krále Ferdinanda IV. a vrátil se tedy do Neapole. O pět let později utrpěl patrně slabší mozkovou příhodu a zejména od roku 1796, kdy byl jmenován kapelníkem neapolského dómu, se věnoval více hudbě duchovní.
V lednu 1799 obsadila Neapol Napoleonova vojska a byla vyhlášena tzv. Parthenopská republika a král Ferdinanda IV. opustil s celým dvorem Neapol. Povinností dvorního skladatele bylo následovat krále. Přestože Paisiello nebyl žádný liberál rozhodl se zůstat a dokonce přijal funkci kapelníka národního orchestru a zúčastňoval se slavností republikánské vlády. Republika však po půl roce skončila, král se vrátil a zahájil tvrdé represe. Na popravišti skončili mnozí vynikající šlechtici a umělci té doby. Paisiello si život sice zachránil, ale přišel o všechny příjmy a výsady a zůstala mu pouze funkce dvorního kapelníka.
V roce 1801 dostal Paisiello další nabídku z těch které nelze odmítnout. Byl pozván Napoleonem Bonaparte do Paříže. Velký reformátor Evropy chtěl reformovat také francouzskou hudbu a Paisiello měl k tomu dopomoci.
Napoleon poskytl Paisiellovi všemožné funkce, výsady, pravomoci i finance, žádal, aby skladatel vzal do svých rukou všechny hlavní pařížské hudební instituce - dvorní kapelu, operu a konzervatoř. Z toho všeho Paisiello přijal pouze dvorní kapelu a významně se zasloužil o její umělecký vzestup.
V Paříži zkomponoval pouze jedinou operu (tragédii Proserpine). Většina jeho pařížské tvorby patří hudbě duchovní. K Napoleonově císařské korunovaci v roce 1804 složil Paisiello slavnostní mši a poté mu byl povolen návrat do Neapole.
V roce 1806 se Neapolské království dostalo zcela do područí Francie s napoleonskou vládou, takže Paisiello byl opět na společenském vrcholu. Stal se mimo jiné jedním ze tří ředitelů spojených neapolských konzervatoří a v roce 1808 byl povýšen do šlechtického stavu.
Po porážce Napoleona u Waterloo se na trůn opět vrátil Ferdinand IV. Vyhlásil sice amnestii, zachoval Paisiellovi jeho postavení dvorního kapelníka, ale k osobnímu smíření mezi nimi nedošlo. To už však skladateli zbýval jen poslední rok života.
Zemřel v Neapoli 5. června 1816. Pohřeb se stal slavností celého města. Večer byla v divadle San Carlo dávána Paisiellova opera Nina za přítomnosti celé královské rodiny. Skladateli se tak dostalo nejen pocty, ale i konečného smíření.

## Dílo
Paisiello nebyl reformátor ani revolucionář. Ačkoliv v některých jeho operách lze vysledovat známky modernějšího pojetí, které se v té době již prosazovalo v zemích severně od Alp (např. již zmíněná vídeňská opera Re Teodoro in Venezia, či jiné vážné opery jako Pirro nebo Elfrida), byl pro Paisiella rozhodující úspěch u neapolského publika, jehož vkusu se rád podřídil. Jeho silnou stránkou byla vynikající hudební charakteristika postav, výstavba dramatických scén, humor, vtip a zejména kouzelné lyrické melodie, které rozechvívaly srdce zejména ženské části publika. Za všechny jmenujme alespoň opery L'amor contrastato, známější pod názvem La molinara (1788) a zejména Nina, ossia La pazza per amore (1789), která byla také hrána v den jeho pohřbu. K charakteristice jeho oper také patří, že postupně opouští čistě mluvené recitativy a v hojné míře používá i v recitativu vokální styl.

### Opery
1. III framcesi integranti, Řím, S Moyne, 1765
2. I francesi brillanti, Bologna, Marsigli-Rossi, 1764
3. Madama I'umorista, o Gli stravaganti, Modena, Rangoni, 1765
4. 'L'amore in ballo, Benátky, S Moise, 1765
5. I bagni d'Abano, Parma, Ducale, 1765
6. Demetrio, Modena, Rangoni, Lent 1765
7. Il negligente, Parma, Ducale, 1765
8. Le virtuose ridicole, Parma, Ducale, 1765
9. Le nozze distrubate, Benátky, S Moise, 1776
10. Le finte contesse, Řím, Valle, 1766
11. La vedova di bel genio, 1766
12. L'idolo cinese, 1767
13. Lucio Papirio dittatore, 1767
14. Il furbo malaccorto, 1767
15. Le 'mbroglie de la Bajasse, 1767
16. Alcesre in Ebuda, ovvero Olimpia, 1768
17. Festa teatrale in musica (Le nozze di Peleo e Tetide), Neapol, Royal Palace, psáno pro svatbu Ferdinanda IV. a Marie Caroliny, 31. květen 1768
18. La luna abitata, 1768
19. La finta maga per vendetta, 1768
20. L'osteria di Marechiaro, 1768
21. Don Chisciotte della Mancia, 1769
22. L'arabo cortese, 1769
23. La Zelmira, o sia La marina del Granatello, 1770
24. Le trame per amore, 1770
25. Annibale in Torino, Turín, Regio, 1771
26. La somiglianza de nomi, 1771
27. I scherzi d'amore e di fortuna, 1771
28. Artaserse, Modena, Court, 1771
29. Semiramide in villa, Řím, Capranica, 1772
30. Motezuma, Řím, Dame, 1772
31. La Dardan, 1772
32. Gli amanti comici, 1772
33. L'innocente fortunata, Benátky, S Moise, 1773
34. Sismano nel Mogol, Milán, Regio Ducale, 1773
35. Il tamburo, 1773
36. Alessandronell'Indie, Modena, Court, 1773
37. Andromeda, Milán, Regio Ducale, 1774
38. Il duello, 1774
39. Il credulo deluso, 1774
40. La frascatana, Benátky, S Samuele, 1774
41. Il divertimento dei numi, Neapol, Royal Palace, 1774
42. Demofoonte, Benátky, S Benedetto, 1775
43. La discordia fortunata, Benátky, S Samuele, 1775
44. L'amore ingegnoso, o sia La giovane scaltra, Padua, Obizzi, 1775
45. Le astuzie amorose, 1775
46. Socrate immaginario, 1775
47. Il gran Cid, Florencie, Pergola, 3 Nov 1775
48. Le due contesse, Řím, Valle, 1776
49. La disfatta di Dario, Řím, Argentina, 1776
50. Dal finto il vero, 1776
51. Nitteti,, Petrohrad, 1777
52. Lucinda e Armidoro, Petrohrad, 1777
53. Achille in Sciro, Petrohrad, 1778
54. Lo sposo burlato, Petrohrad, 1778
55. Gli astrologi immaginari, Petrohrad, Ermitáž, 1779
56. Il matrimonio inaspettato (La contadina di spirito), Kamemyj Ostrov, 1779
57. La finta amante, Mogilev, 1780
58. Alcide al bivio, Petrohrad, Ermitáž, 1780
59. La serva padrona, Carskoje Selo, 1781
60. Il barbiere di Siviglia, Petrohrad, 1782
61. Il nondo della luna, Kamenyj Ostrov, 1782
62. Il re Teodoro in Venezia, Vídeň, Burgtheater, 1784
63. Antigono, 1785
64. La grotta di Trofonio, 1785
65. Olimpiade, 1786
66. Le gare generose, 1786
67. Pirro, 1787
68. La modista raggiratrice, 1787
69. Giunone e Lucina, 1787
70. Fedra, 1788
71. L'amor contrastato, 1789
72. Catone in utica, 1789
73. Nina, o sia La pazza per amore, Caserta, Royal Palace, 1789
74. I zingari in fiera, Neapol, Fondo, 1789
75. Le vane gelosie, 1790,
76. Zemobia in Palmira, 1790
77. Ipermestra, Padova, Nuovo, 1791
78. La locanda, Londýn, Pantheon, 1791
79. I giuochi d'Agrigento, Benátky, La Fenice, 1792
80. Il ritorno d'Idomeneo in Creta, Perugia, Del Verzaro, 1792
81. Elfrida, 1792
82. Elvira, 1794
83. Didine abbandonata, 1794
84. Chi la dura la vince, Milán, La Scala, 1797
85. La Daunia felice, Foggia, ke sňatku Francesca, prince Kalábrie a arcivévodkyně Marie Clementiny, 26. června 1797
86. Andromaca, 1797
87. L'inganno felice, Neapol, Fondo, 1798
88. Proserpine, Paříž, Opera, 1803
89. Il passaggio del Monte S Bernardo, 1807
90. I pittagorici, 1808
91. Epilog pro Elise od Johanna Simona Mayra, 1807

### Kantáty a příležitostné skladby
1. Le nozze di Bacco ed Arianna, Modena, 1765
2. Ebone, Neapol, S Carlo, 1768
3. La sorpresa delli dei, Petrohrad, 1777
4. 2 notturni, 1778
5. Il ritorno di Perseo, Neapol, Accademia degli Amici, 1785
6. Amore vendicato, Neapol, Accademia dei Cavalieri, 1786
7. Cantata, Neapol, S. Ferdinando, 1790
8. Cantata epitalamica, Florence, Intrepidi, 6 May 1791
9. Silvio eClori, Neapol, Accademia dei Cavalieri, ke sňatku Francescoa Prince Kalábrie a Arcivévodkyně Marie Clementiny, 26. června 1797
10. Prologue, 1807
11. Kantáta k narozeninám prince Felice Luccy, Neapol, 1807
12. Il genio poetico appagato, kantáta
13. La Liberta e Pallinodia a Nice, 26 duet a kánon
14. 24 duet, Londýn 1794
15. Fille a Tirsi, kantáta
16. La scusa, kantáta
17. No, perdonami, o Clori, kantáta
18. Se scherza zeffira, kantáta
19. Tirsi a Fille, kantáta
20. Kantáta comica
21. La volontaria, vojenský pochod se sborem

### Oratoria
1. La passione di Gesu Cristo, královské divadlo ve Varšavě, 2. dubna 1774
2. Cantata fatta in occasione della translazione del sangue di S Gennaro, Neapol, Sedile di Nilo, 1787
3. Baldassare, Neapol (?), 1787
4. Cantata per la sollennita del Ss Corpo di Cristo, Neapol, 1790
5. Il fonte prodigioso di Orebbe, Neapol, 1805, ztracena
6. La concezione di Maria Vergine
7. Susanna, Neapol
8. Passio per il venerdi danto, Neapol (?)

### Mše
1. Mše pro klášter sv. Severina a Sessia, Neapol, 1796
2. Missa in pastorale per il Natale per la cappella del Primo Consolo, 1802
3. Messa breve per la cappella del Primo Consolo, ?1803
4. Messe composée pour le jour de la proclamation de Sa Majesté Imperiale (Mše ke korunovaci Napoleona Bonaparta, Paříž, 1804
5. Mše k vysvěcení chrámu sv. Lucia, Neapol, 1805
6. 4 mše', (1803, 1805, 1807, 1807)
7. 5 mší (Kyrie-Gloria) , B-dur 1805,C-dur 1807, D-dur 1807, G-dur 1809, Es-dur 1812
8. Messa, o sia Trattenimento musicale per la durata di una messa letta, 1806
9. Messa in pastorale per il S Natale per la Cappella Palatina, 1807
10. Messa per la Real Cappella delle Tullerie a Sua Real Maesta Cristianissima Luigi XVIII, 1814
11. Messa ed aria „Mortales gaudete“
12. Messa e Credo
13. 5 mší
14. 14 mší, (Kyrie-Gloria),
15. 2 Kyrie, (D-dur, Es-dur)
16. Missa defuncorum (Rekviem) , Neapol, 1789

### Jiné duchovní skladby
1. Absit sonitus, 1808
2. Actus desiderii
3. Alma fax
4. Astra coeli scintillate
5. Ave Maria
6. Christus factus est
7. Coeli stella
8. Componimento sagro musicale da eseguirsi nel festivo giormo dell Imperial Prole delle RRli Napoleone il Grande e Maria Luisa d Austria
9. Confitebor tibi
10. Dilecte amici
11. Dixit Dominus, (několik versí)
12. Domine ad adjuvandum
13. Ecce fax
14. Responsoria ke Svatému týdnu
15. Judicabit
16. Juravit
17. Laudate pueri
18. Litanie
19. Magnificat
20. Miles fortis
21. 2 Miserere
22. Non est in vita amara
23. O divinum portemtum
24. Regina coeli
25. 2 sacri componimenti musicali
26. 3 Salvum fac Domine
27. Sequentia per la Pentecosta
28. Splendete, o coeli stellae
29. 3 Te Deum, (B-dur, Neapol, 1791 – G-dur, ke korunovaci krále v Římě, 1813 - C-dur, ?)
30. Veni ferox
31. 15 motet
32. 21 motet

### Instrumentální díla
1. Koncerty pro cembalo nebo klavír a orchestr (C-dur, F-dur, g-moll, D-dur, B-dur, C-dur, 2x A-dur)
2. Musica funebre, na smrt generála Hoche, 1797
3. 16 divertimenti
4. 6 minuets
5. Notturno
6. Symfonie (neznámý počet, vesměs ztraceny)
7. 6 kvartet pro flétnu, housle, violu a violoncelo
8. 6 smyčcových kvartet, (A-dur, C-dur, Es-dur, D-dur, A-dur, C-dur), Paříž, 1789
9. 9 smyčcových kvartet, (C-dur, A-dur, D-dur, Es-dur, Es-dur, C-dur, Es-dur, G-dur, A-dur)
10. 4 smyčcová kvarteta, (A-dur, b-moll, G-dur, A -dur
11. 3 smyčcová kvarteta
12. Sonata pro cembalo a housle
13. 6 sonatas pro cembalo a housle, G-dur, F-dur, B-dur, A-dur, g-moll, Es-dur)
14. Raccolta di varii rondeaux e capricci, (34 skladeb pro cembalo, komponováno v Rusku)
15. Andantimo and Rondo pro cembalo